# Simulium sublonckei
Simulium sublonckei es una especie de insecto del género Simulium, familia Simuliidae, orden Diptera.
Fue descrita científicamente por Craig, 2004.